# Indisk lotus
Indisk lotus (Nelumbo nucifera), även lotus, lotusblomma och kinesisk lotus, är en lotusväxt. Den är välkänd som helig växt inom hinduismen och buddhismen. Inom hinduismen och buddhismen står lotusblomman för perfektion. Indisk lotus används i asiatisk matlagning.
Indisk lotus kommer ursprungligen från Asien och norra Australien. Lotusblomman är Indiens och Vietnams nationalblomma.
Indisk lotus och andra arter i familjen lotusväxter (Nelumbonaceae) ska inte förväxlas med tropiska arter i näckrossläktet (Nymphaea) som i flera fall har svenska namn där ordet "lotus" ingår.

## Beskrivning
Lotus är en vattenlevande flerårig ört.
Bladen är ljust gröna och sticker upp mellan 1 och 2 meter över vattenytan. Blommorna är stora, och kan bli upp till 35 centimeter i diameter. De är vita eller rosa och doftar. 
Lotus har sköldformade flytblad.

## Användning
Lotusen används i matlagning i Kina, Japan, Thailand och Indien. Hela växten är ätbar. Främst odlas indisk lotus för sin stärkelserika jordstam som säljs i handeln som lotusrot. Lotusroten äts färsk, tillagad eller inlagd. Lotusens frön äts färska eller kokta (efter torkning). De stora bladen används för att svepa in mat för ångkokning.
Indisk lotus används också som prydnadsväxt, såväl färsk som torkad.

## Lotus i konsten och religionen
Lotusen återfinns som motiv i Egypten, Indien och östasiatisk konst.
Den symboliserar, inom buddhismen, Buddhas tron och ses som en symbol för renhet. Inom bahá'í-religionen symboliserar lotus Guds närvaro, renhet och frid. I det forntida Egypten sågs växten som en symbol för återfödelse och solen.

## Synonymer
- Cyamus nelumbo (L.) Sm.
- Nelumbium album Bercht. & J.Presl
- Nelumbium asiaticum Rich.
- Nelumbium capicum Fisch. ex DC.
- Nelumbium discolor Steud.
- Nelumbium indicum (Pers.) Poir.
- Nelumbium javanicum Poir.
- Nelumbium lotus Ridl.
- Nelumbium marginatum Steud.
- Nelumbium nelumbo Druce
- Nelumbium nuciferum Gaertn.
- Nelumbium reniforme Willd.
- Nelumbium rheedei C.Presl
- Nelumbium speciosum Willd.
- Nelumbium tamara (DC.) Sweet
- Nelumbium transversum C.Presl
- Nelumbium turbinatum Blanco
- Nelumbium venosum C.Presl
- Nelumbo caspica Eichw.
- Nelumbo indica Pers.
- Nelumbo komarovii Grossh.
- Nelumbo nelumbo (L.) Druce, nom. inval.
- Nelumbo nucifera var. macrorhizomata Nakai
- Nelumbo nucifera var. speciosa Kuntze
- Nelumbo speciosa (Willd.) G.Lawson
- Nelumbo speciosa var. alba F.M.Bailey
- Nelumbo speciosa var. tamara DC.
- Nymphaea nelumbo L.